# Milad Bejgi
Milad Bejgi Harczegani, pers. میلاد بیگی هرچگانی (ur. 1 marca 1991 w Isfahanie) – azerski zawodnik taekwondo irańskiego pochodzenia, brązowy medalista letnich igrzysk olimpijskich, dwukrotny mistrz świata, złoty medalista mistrzostw Europy i igrzysk europejskich.
W 2014 roku został wojskowym mistrzem świata w Teheranie w kategorii wagowej do 80 kg.
W 2015 roku zdobył złoty medal igrzysk europejskich w Baku w kategorii do 80 kg. Zwyciężył również w zawodach Fajr Open w Teheranie, Korean Open w Chuncheon, Polish Open w Warszawie i Russian Open w Moskwie, a w Ukraine Open w Charkowie zajął drugie miejsce.
W 2016 roku w Stambule zwyciężył w europejskich kwalifikacjach do igrzysk olimpijskich w Rio de Janeiro. Na igrzyskach zdobył brązowy medal w taekwondo w rywalizacji mężczyzn do 80 kg, w pojedynku o ten krążek pokonał Polaka Piotra Pazińskiego. W tym samym roku został mistrzem Europy w Montreux w tej kategorii wagowej, a także zwyciężył w Luxembourg Open w Luksemburgu, w Croatia Open w Zagrzebiu i Grand Prix w Baku.
Wywalczył dwa złote medale mistrzostw świata w swej kategorii wagowej (80 kg), podczas mistrzostw w Muju (2017) oraz mistrzostw w Manchesterze (2019). Na letniej uniwersjadzie w Tajpej otrzymał złoty medal w kategorii wagowej do 80 kg.
Na igrzyskach olimpijskich w Tokio nie udało mu się otrzymać medalu, w 1/8 finału pokonał Liu Wei-tinga, natomiast w ćwierćfinale uległ Nikita Rafalovichowi.